# مش‌آپ
مش‌آپ (انگلیسی: Mashup) اثری موسیقایی، معمولاً در قالب ترانه است که از برهم‌نهی جزء آوازی یک ترانه بر جزء بی‌کلام ترانه‌ای دیگر به شیوه‌ای یکپارچه ساخته می‌شود.